# Дмитришин Василь Федорович
Василь Федорович Дмитришин  (22 квітня 1953, село Лисятичі Стрийського району Львівської області) — міський голова міста Стрий (2002—2006). Директор та викладач Стрийського технікуму механізації та електрифікації сільського господарства (Стрийського коледжу Львівського національного аграрного університету). Кандидат економічних наук (1998), доцент (2007).

## Біографія
Упродовж 1970—1975 років навчався у Львівському сільськогосподарському інституті за спеціальністю «Механізація сільського господарства», інженер-механік.
У 1977—1980 роках — викладач спеціальних дисциплін Стрийського технікуму механізації та електрифікації та сільського господарства. У 1980—1987 роках — завідувач відділення механізації сільського господарства Стрийського технікуму механізації та електрифікації та сільського господарства.
У 1987—1990 роках — на адміністративній роботі в Стрийському районі Львівської області.
У 1990—1993 роках — викладач, заступник директора по навчальній роботі Стрийського технікуму механізації та електрифікації та сільського господарства.
У 1993—2002 роках — директор Стрийського коледжу Львівського національного аграрного університету.
У 1994 році закінчив інститут сучасної економіки Західної Європи PeWeCo, пройшов стажування в Німеччині (1994) та в Канаді (1995). У 1998 році захистив кандидатську дисертацію і здобув вчений ступінь кандидата економічних наук, а в 2007 році — вчене звання доцента.
З квітня 2002 до квітня 2006 року — міський голова міста Стрия Львівської області.
З 2006 року — директор та викладач Стрийського коледжу Львівського національного аграрного університету.

## Громадська діяльність
- 1998—2002 — депутат Львівської обласної ради 3-го скликання.
- З 2006 року — позаштатний консультант комітету Верховної Ради України з питань аграрної політики та земельних відносин.
- З 2010 року є членом «Європейської партії України».

## Сім'я
- Дружина Дмитришин Олександра Михайлівна, 1956 р.н.;
- син — Дмитришин Ігор Васильович, 1978 р.н.;
- донька — Мокрицька Надія Василівна, 1980 р.н.

## Нагороди
- орден «За заслуги» ІІІ ступеня (13.11.2001)[1]
- Подяка Кабінету Міністрів України (2003)
- трудова відзнака Міністерства аграрної політики України «Знак пошани» (2003)
- медаль «За вагомий внесок у розвиток освіти» (2003)
- Заслужений працівник сільського господарства України (2008)